# José Estrada (director)
José Estrada Aguirre (Ciudad de México, 11 de octubre de 1938-ibídem, 23 de agosto de 1986), conocido como José Estrada o El Perro Estrada, fue un director de cine y guionista mexicano. Dirigió 19 películas entre 1971 y 1985. Su película de 1985, Mexicano ¡Tú puedes!, participó en el 14.º Festival Internacional de Cine de Moscú.
En 1986, trabajó en el largometraje Mariana, Mariana, que originalmente iba a dirigir. Sin embargo, murió el 23 de agosto de 1986. El guion, adaptado de una novela de José Emilio Pacheco, fue completado por Vicente Leñero, y la producción fue confiada a Alberto Isaac, quien ganó el Ariel de Oro por la misma en 1988.
Su hijo, Luis Estrada, también es director de cine.

## Filmografía selecta
- Para servir a usted (1971)
- Cayó de la gloria el diablo (1972)
- Los cacos (1972)
- Chabelo y Pepito contra los monstruos (1973)
- Uno y medio contra el mundo (1973)
- El profeta Mimí (1973)
- Chabelo y Pepito detectives (1974)
- El primer paso... de la mujer (1974)
- El albañil (1975)
- Maten al león (1977)
- Los indolentes (1979)
- Ángela Morante, ¿crimen o suicidio? (1981)
- La pachanga (1981)
- Ángel de Barrio (1982)
- Mexicano ¡Tú puedes! (1985)